# Thecla correntina
Thecla correntina är en fjärilsart som beskrevs av Hayward 1967. Thecla correntina ingår i släktet Thecla och familjen juvelvingar. Inga underarter finns listade i Catalogue of Life.